# Hello Kitty

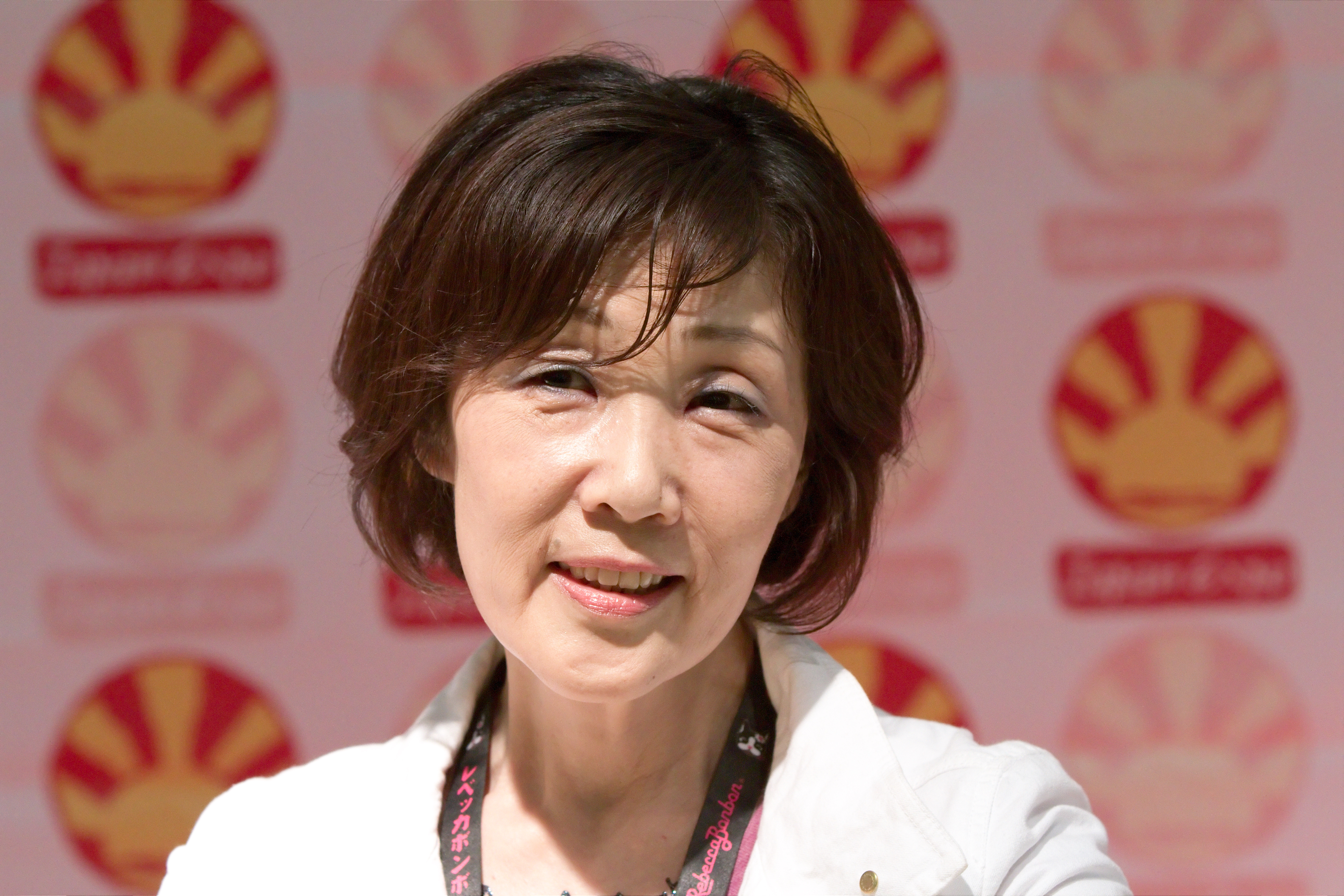
Bedenker Yuko Shimizu in 2010.

Hello Kitty (ハローキティ, Harō Kiti) is een fictieve antropomorfe kat die in 1973 werd bedacht door Yuko Shimizu en is eigendom van het Japanse bedrijf Sanrio. Hello Kitty was aanvankelijk gericht op kinderen tot 12 jaar, maar is uitgegroeid tot een internationaal succesvol merk en merchandisingfranchise.

## Beschrijving
Hello Kitty is het bekendste figuurtje van Sanrio en werd in 1974 geïntroduceerd in Japan en in 1976 in Amerika. Het eerste product waar Hello Kitty op verscheen, was een klein roze portemonnee. Hello Kitty is getekend als een kat-meisje met een witte vacht en heet eigenlijk "Kitty White". Ze had oorspronkelijk een rode strik aan haar linkeroor en het bijzondere aan het ontwerp is dat ze geen mond heeft. Volgens het concept woont Hello Kitty samen met haar ouders George en Mary en tweelingzusje Mimmy in Londen (Engeland). Mimmy had oorspronkelijk een gele strik om haar rechteroor.
Hello Kitty heeft een kat: Charmmy Kitty. Ook wordt ze vaak gezien met een blauwe muis met de naam Flat of Joey, een gele eekhoorn Rory, een roze schaapje Piano, een wit konijn met roze muts genaamd My Melody en twee aapjes, Timmy en Tammy.
Aanvankelijk was Hello Kitty een reeks speelgoedproducten, waaronder een educatieve animeserie voor kinderen. Elke aflevering kunnen de jonge kijkers nieuwe dingen leren, zoals rekenen, schrijven en lezen. De animeserie werd in Nederland uitgezonden door Fox Kids en Jetix.
Tegenwoordig is de naam Hello Kitty aan miljoenen producten verbonden, waaronder zelfs zaken die zich niet op kinderen richten. Zo zijn er binnen de franchise onder meer tv-programma's, strip- en leesboeken, computerspellen, muziekalbums, schoolspullen, kleding, modeaccessoires, speelgoed en meer.
Hello Kitty is nu ook de op vijf na grootste licentiegever ter wereld.
Ter gelegenheid van het 50-jarig jubileum was op 1 november 2024 een tentoonstelling in het Nationaal museum van Tokio, het oudste en grootste kunstmuseum van Japan. Er werd de grootste verzameling van Hello Kitty-merchandise ooit tentoongesteld.

## Gelijkenis met Nijntje
De gelijkenis tussen Hello Kitty en Nijntje, het personage dat 20 jaar eerder door Dick Bruna bedacht werd, is al jaren een bron voor discussies over plagiaat. In een interview in de Britse krant The Daily Telegraph sprak Bruna zijn afkeer uit over Hello Kitty. "Dit is, naar mijn mening, een kopie van Nijntje. Ik vind het niet goed en denk altijd bij mezelf, nee, doe dat niet. Maak liever iets origineels, iets van jezelf." Verder stelde hij dat het hem pijn deed dat de Japanners het zo klakkeloos hadden overgenomen. Nochtans menen andere mensen dat Kitty qua tekenstijl zeer traditioneel is in Japan en de gelijkenis met Nijntje toeval kan zijn.
In 2010 daagde Mercis - het bedrijf dat de auteursrechten voor Dick Bruna beheert - Sanrio voor de rechter. Bruna richtte zijn pijlen nu op Cathy, het vriendinnetje van Kitty, dat te veel zou lijken op Nijntje. De rechtbank gaf Mercis en Bruna gelijk. Cathy had te veel karakteristieke uiterlijke kenmerken van Nijntje overgenomen, zoals de verhouding tussen het hoofd en het lichaam, de vorm van het hoofd, de oren, de stand van de ogen, het jurkje met het kraagje, de stand van handen en voeten en de combinatie van het neusje met het mondje. Sanrio ging tegen de uitspraak in beroep, maar kwam in de loop van 2011 hierop terug, toen Mercis naar aanleiding van de tsunami in Japan een schikking aanbood. Mercis en Sanrio besloten in het kader van de schikking samen 150.000 euro te doneren voor de slachtoffers van de ramp. Bovendien beloofde Sanrio om Cathy niet langer als karakter te gebruiken.